# 데이브 오닐
데이비드 코트랜드 오닐(David Courtland O'Neal, 1937년 1월 24일 ~ 2021년 7월 10일)는 미국의 정치인이다.

## 학력
- 세인트루이스 보건 과학 및 약학 대학교

## 경력
- 1971 ~ 1977 세인트클레어 카운티 보안관
- 1977.01 ~ 1981.07 제41대 일리노이 부지사

## 역대 선거 결과
| 선거명      | 직책명                    | 대수 | 정당   | 득표율 | 득표수      | 결과 | 당락                 |
| ----------- | ------------------------- | ---- | ------ | ------ | ----------- | ---- | -------------------- |
| 1976년 선거 | 일리노이 부지사           | 41대 | 공화당 | 64.68% | 3,000,395표 | 1위  | 일리노이 부지사 당선 |
| 1978년 선거 | 일리노이 부지사           | 41대 | 공화당 | 59.04% | 1,859,684표 | 1위  | 일리노이 부지사 당선 |
| 1980년 선거 | 상원의원 (일리노이 제3부) | 97대 | 공화당 | 42.50% | 1,946,296표 | 2위  | 낙선                 |